# Route nationale 396

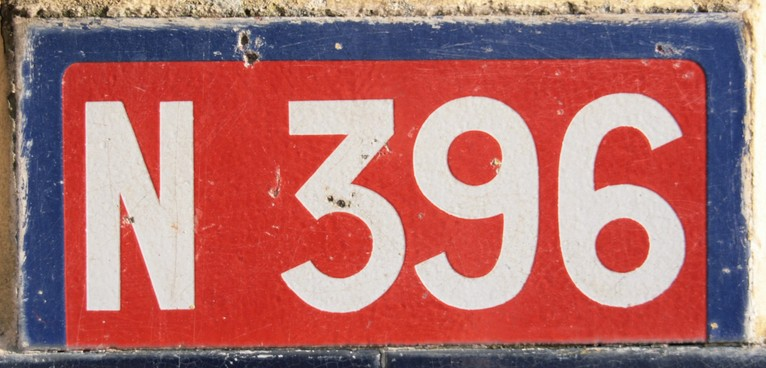
Cartouche de la N 396

La route nationale 396 ou RN 396 était jusqu'en 1972 une route nationale française reliant Vitry-le-François (Marne) à Bourg-en-Bresse (Ain).

## Historique
Lors de la réforme de 1972, elle a été transférée aux départements traversés, et renommée RD 396 dans la Marne et dans l'Aube, et RD 996 en Côte-d'Or, en Saône-et-Loire — à l'exception de la section Simard - Louhans qui a été reclassée route nationale 78 — et dans l'Ain. Dans les années 1990, l'ancien tronçon entre Asnières-lès-Dijon et Dijon a été transféré à la nouvelle RD 903 entre Is-sur-Tille et Dijon.

Parallèlement, l'appellation RN 396 a été affectée à un tronçon détaché de la route nationale 96 entre Roquevaire (Pont-de-l'Étoile) et la route nationale 8 au sud de Gémenos, dans les Bouches-du-Rhône. Cette route a été à son tour déclassée en 2006, et renumérotée RD 396.

## Ancien tracé de Vitry-le-François à Bourg-en-Bresse

### De Vitry-le-François à Dolancourt (D 396)
- Vitry-le-François (km 0), bifurcation avec la route nationale 4
- Frignicourt (km 4)
- Blaise-sous-Arzillières (km 8)
- Lignon (km 19)
- Margerie-Hancourt (km 23)
- Limite entre Marne et Aube[1]
- Brienne-le-Château (km 42), croisement avec la route nationale 60, embranchement des N 400 et N 443
- Trannes (km 53)
- Bossancourt (km 56)
- Dolancourt (km 57), tronc commun avec la route nationale 19

### De Bar-sur-Aube à Dijon (D 396, D 996 & D 903)
- Bar-sur-Aube (km 65)
- Bayel (km 72)
- Ville-sous-la-Ferté (km 82)
- Limite entre Aube et Haute-Marne
- Laferté-sur-Aube (km 85)
- Limite entre Haute-Marne et Côte-d'Or[2]
- Gevrolles (km 97)
- Montigny-sur-Aube (km 101)
- Croisement avec la route nationale 65
- Louesme (km 108)
- Leuglay (km 118), croisement avec la N 428
- Saint-Broing-les-Moines, croisement avec la N 454
- Montmoyen (km 129)
- Moloy (km 158)
- Saussy (km 172)
- Messigny-et-Vantoux (km 181)
- Arrivée à Dijon (km 191) en tronc commun avec la N 74

### De Dijon à Pouilly-sur-Saône (D 996)
- Longvic (km 196)
- Fénay (km 202)
- Saulon-la-Rue (km 203)
- Noiron-sous-Gevrey (km 207)
- Corcelles-lès-Cîteaux (km 210)
- Pouilly-sur-Saône (km 228) puis tronc commun avec les N 73 et N 83BIS
- Limite entre Côte-d'Or et Saône-et-Loire

### De Navilly à Bourg-en-Bresse (D 996 & N 78)
- Navilly (km 240)
- Frontenard (km 243)
- Saint-Bonnet-en-Bresse (km 249)
- Mervans (km 256), croisement avec la N 470
- Simard (km 265)
- Louhans (km 276)
- Bifurcation avec la N 472
- Sainte-Croix (km 283)
- Varennes-Saint-Sauveur (km 294)
- Limite entre Saône-et-Loire et Ain
- Cormoz (km 298)
- Marboz (km 311)
- Viriat (km 321)
- Bourg-en-Bresse (km 326)